# A Malagueta

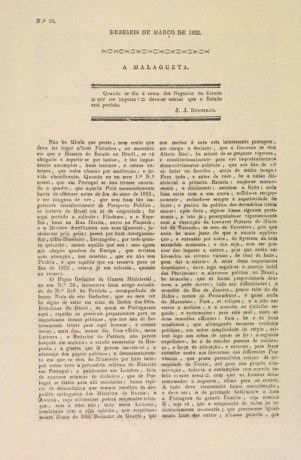
Exemplar do Malagueta

A Malagueta foi um periódico publicado no Rio de Janeiro, então capital do Brasil, após o retorno da Família Real Portuguesa ao reino (com o fim da censura), à época da Independência.
Publicado de 18 de dezembro de 1821 a 31 de março de 1832, o primeiro número de A Malagueta foi em plena crise do Fico e alguns meses depois de ter aparecido o Reverbero Constitucional Fluminense de Gonçalves Ledo e Januário da Cunha. Seu editor e fundador foi o panfletário português Luís Augusto May, antigo militar, depois funcionário português, que chegara ao Brasil em 1815. Semanário de linha editorial nacionalista, era favorável à emancipação política do país. Após ela defendeu a federação que, em sua opinião, daria maior autonomia às províncias do Império. A Malagueta alcançou grande repercussão, consideradas as características do tempo,  nos meios fluminenses, provocando o aparecimento de alguma publicações de contradita, até mesmo em Portugal.

## Histórico
Fundado e dirigido por Luís Augusto May, o periódico A Malagueta - um nome sugestivo, cujo título já mostrava que o seu tom era de crítica violentíssima e em linguagem desabrida, começou a circular no Rio de Janeiro no dia 18 de dezembro de 1821.  É considerado um jornal liberal e a primeira publicação surgiu na crise do Dia do Fico, quando desempenhou um papel fundamental, juntamente com O Despertador Braziliense.
A Malagueta contava com o patrocínio do negociante português Manuel Joaquim Portugal de Lima, que doou a May o material tipográfico. A motivação que levou May a publicar seu primeiro número se deu, pois se viu atingido pelas últimas medidas emanadas das Cortes Gerais Extraordinária e Constituinte da Nação Portuguesa, que acabavam de chegar no Reino do Brasil. Medidas essas relativas aos servidores públicos estabelecidos no Brasil, cujas repartições foram extintas por decisão do “Soberano Congresso”. Num tom de protesto a elas May decidiu lançar-se na imprensa da época.
Foi considerado um dos periódicos mais típicos da imprensa da época e chegou a ter 500 assinaturas no Rio, um número muito elevado na época, bem superior ao das publicações concorrentes, apesar de ter um preço maior. Consistia geralmente de um artigo e era comprado por 100 réis.
Desde o começo, polemizou com outras publicações, como o Reverbero, O Espelho e com José da Silva Lisboa, o visconde de Cairu, que chamava May de ‘tigre devorador sob a pele de mansíssimo cordeiro’. A influência do jornal valeu ao seu redator a alcunha de ‘o Malagueta’. O partido português publicou oito folhetos para polemizar com ele ou para combatê-lo.
O jornal possuía uma forte oposição, utilizava-se de um tom coloquial para se comunicar com seus leitores e era constituído princialmente de artigos panfletários.
O periódico foi imprenso nas tipografias de Moreira & Garcez, de Silva Porto, da Astréia e de R. Ogier, sucessivamente.
A Malagueta era apresentada ao público como independente. Isso significava que o periódico não estava em parceira ou a serviço do grupo de Ledo, Januário e José Clemente. 
A Malagueta tinha uma linha “liberal exaltada” e crítica à Corte de Lisboa e aos corcundas (os absolutistas, conservadores ou os que defendiam o fim de privilégios da parte americana da América Portuguesa) e defendia a autonomia brasileira. Em suas publicações, também criticava o Parlamento e muitas atitudes de D. Pedro I e seus ministros. Este posicionamento fez com que recebesse muitas rebatidas por meio da imprensa. Alguns autores ressaltam que May tinha um perfil bastante volátil e que, muitas vezes, por interesse, mudava de opinião.
A publicação tinha como epígrafe uma frase do filósofo francês Rousseau: "Quando se diz acerca dos negócios do Estado – o que me importa? – deve-se dizer que o Estado está perdido".
O periódico teve uma longa, intermitente e barulhenta repercussão durante os embates da independência e de paticamente todo o primeiro reinado. A publicação consistia normalmente em um único artigo e circulou de forma inconstante entre 15 de dezembro de 1821 e 10 de abril de 1832.
A Malagueta teve quatro fases e aparecia, menos na segunda fase, uma ou duas vezes por semana.
Primeira: 18 de dezembro de 1821 a 5 junho de 1822, com 31 números.
Segunda: marcada pelos sete números das Malaguetas Extraordinárias, que apareceram irregularmente entre 31 de julho de 1822 e 10 de julho de 1824.
Terceira: 19 de setembro de 1828 a 28 de agosto de 1829, com 91 números.
Quarta: 2 de janeiro de 1831 a 31 de março de 1832, com 36 números.

## Luís Augusto May
Luís Augusto May nasceu em Lisboa, no ano de 1782. Aos 16 anos alistou-se nas forças armadas portuguesas. Ele foi seminarista em Coimbra e trabalhou na Secretaria da Legação Estrangeira, em Londres, ao tempo da ocupação francesa em Portugal.
May chegou ao Brasil em 1815.
Em dezembro de 1821 criou o periódico A Malagueta. Em seguida, elegeu-se ao cargo de deputado por Minas Gerais.
O periódico é considerado um dos maiores geradores de polêmicas da Independência. May era um entusiasta pela Independência do Brasil.
Ele é considerado o polemista mais distanciado dos recursos passionais de apelo à nacionalidade brasileira, desligado dos liberais e conservadores. 
May escrevia com uma uma linguagem radical e apaixonada, que gerava incômodo ao governo. Ele tinha ligação com os democratas e escrevia críticas apimentadas aos Andradas.
Luís Augusto May tinha desavenças com o Imperador Dom Pedro I. Como resultado de uma delas, ficou com a mão esquerda aleijada.
Por conta de seus escritos, May foi espancado em 1823 e 1829, possivelmente, em ambas as vezes, por ordem de Dom Pedro I. A primeira em sua residência e a segunda em via pública, quando era deputado.

## Contexto histórico

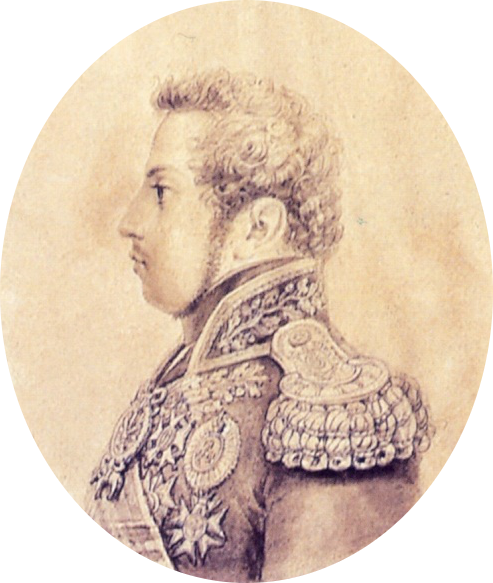

Em 1822, o Brasil se tornou independente após a declaração de independência realizada pelo príncipe regente Dom Pedro I. O Brasil não realizou uma ruptura definitiva com os representantes do governo colonial, ao contrário das outras independências que ocorreram na América. Nesse tempo, mais de oitenta por cento dos habitantes do território brasileiro eram escravos e não tinham nenhum tipo de participação política real. Sendo assim, os apoiadores da independência foram os membros da elite que desejavam manter a escravidão, a grande propriedade e a exportação de produtos agrícolas do Brasil.
Assim que a independência aconteceu, Dom Pedro I, primeiro governante do Brasil, precisou enfrentar a resistência de algumas províncias com tropas que ainda eram fiéis aos interesses de Portugal. Com isso, exigiu-se que o governo brasileiro gastasse recursos na contratação de mercenários ingleses para lutar contra os opositores durante o processo de independência brasileiro.
Mediante isto, também havia a necessidade de discutir e elaborar a Primeira Constituição do Brasil. A Constituição era algo de grande importância, uma vez que ela concentraria as mais importantes leis que organizaria o poder político, o papel das autoridades e os direitos dos cidadãos. Com isto, no ano de 1822, foi realizada uma eleição para a escolha dos representantes políticos das províncias brasileiras que participariam da discussão envolta da primeira constituição brasileira. O resultado disso deu origem ao projeto da Constituição que foi apresentado em 1823. Essa primeira constituição, antes de ser aprovada, passou pela averiguação do imperador Dom Pedro I e o resultado não foi positivo. Isso porque o projeto limitava os poderes do imperador e criava muita autonomia para as províncias.
Diante da insatisfação com a Constituição, Dom Pedro I ordenou que a Assembleia Constituinte fosse fechada e não aceitou nenhuma das determinações do primeiro projeto constitucional. Em seguida, convocou um grupo de conselheiros que, mediante o seu comando, discutiu uma nova Constituição que atendesse aos seus interesses. Assim, no ano de 1824, o imperador impôs a Primeira Constituição do Brasil sem o apoio político dos representantes de outras províncias.
Essa Constituição que foi imposta por D. Pedro estabelecia a existência de quatro poderes de Estado:
Poder Judiciário: composto por juízes e tribunais. O órgão máximo desse Poder era o Supremo Tribunal de Justiça, com magistrados que eram nomeados diretamente pelo próprio imperador.
Poder Legislativo: composto por senadores e deputados, que eram encarregados de elaborar as leis do império.
Poder Executivo: exercido pelo imperador (chefe do Executivo) e seus ministros de Estado.
Poder Moderador: exclusivo do imperador e definido pela Constituição como a "chave-mestra de toda a organização política". O Poder Moderador tornou-se pessoal do imperador: a expressão máxima de seu poder arbitrário e absoluto.
Também existia o Conselho de Estado que fazia parte dessa estrutura de poder e era o órgão de aconselhamento político do imperador.
Logo no começo do governo, Dom Pedro I mostrou-se um imperador extremamente autoritário. No mesmo ano que a Constituição foi imposta, aconteceu uma grande revolta na região nordeste, conhecida como a Confederação do Equador. Os participantes da revolta estavam insatisfeitos com as primeiras medidas do imperador e lutavam pela formação de um país independente composto por diversas províncias do nordeste brasileiro. D. Pedro I utilizou do uso da força para punir a rebelião.
Além disso, o imperador foi criticado por aceitar o pagamento de uma indenização para que Portugal reconhecesse a independência brasileira. A partir disso, as críticas ao seu governo só pioraram quando Dom Pedro I acompanhou e interferiu na disputa política pela sucessão do trono de Portugal. Essa postura fez com que muitos desconfiassem do comprometimento do imperador com as questões nacionais.
Os jornais da época, principalmente na capital, criticavam a todo o momento a atuação política de Dom Pedro I. Entre os jornalistas, o destaque é Líbero Badaró, que acabou sendo assassinado em uma situação mal esclarecida. Em pouco tempo, vários outros jornalistas e oponentes políticos do imperador apontaram a participação de Dom Pedro I naquele crime. No dia 13 de março de 1830 aconteceu a Noite das Garrafadas, que foi um embate entre os defensores e os opositores de D. Pedro I motivado pela morte de Badaró. Com o aumento das pressões, o imperador, buscando recuperar sua imagem política, formou um novo ministério somente de brasileiros.
Isso fez com que o ânimos se esfriassem e quase fez com que a situação do imperador melhorasse. No entanto, pouco tempo depois, D. Pedro I voltou atrás e demitiu todos os brasileiros que compunham o ministério recém-formado. Essa decisão criou protestos contra o imperador na capital federal. Não suportando essas pressões novamente, D. Pedro I abandona o reino brasileiro e volta para Portugal.
Em seu lugar, o imperador determinou que o seu filho mais velho, D. Pedro II herdasse o trono brasileiro. Com apenas cinco anos de idade na época, ele não tinha condições de governar um país. Com isso, o governo foi repassado para as mãos dos regentes que comandariam o Estado Brasileiro até que Dom Pedro II completasse dezoito anos de idade.

## Ataque a May e as divergências e desavenças na Assembleia Constituinte de 1823
Em meio a diversas divergências que permeavam a Constituinte, ocorreu o espancamento de May.
May se pronunciava constantemente contra os excessos e o despotismo de José Bonifácio.
No dia 5 de junho de 1823, por meio de uma edição extraordinária de A Malagueta, May dirigiu uma carta ao Imperador, na qual fez diversos ataques aos Andradas.
Na noite seguinte, dia 6, veio a reação em forma de agressão. May narrou a situação: "Alguns homens que o tempo não permitiu contar (...) que levavam espadas (...) que eu vi".
O dia 6 era um domingo e José Bonifácio passou em frente à casa de May, que ficava localizada na Rua de S. Cristóvão, 77, em um sobrado antigo e afastado da rua. Bonifácio encontrou um homem que estava no portão da chácara, provavelmente o feitor, e solicitou que este dissesse a May, que ele, Bonifácio, viria falar com o autor de A Malagueta à noite. E que era para o mesmo esperar por ele. Com este recado, May permaneceu em casa e deixou de acompanhar a mulher e os filhos à casa de sua cunhada, D. Mariana Lopes de Araújo e Azambuja, na Rua do Mata-Cavalos, onde a família havia saído para jantar. Luís Augusto May estava à espera da visita do Ministro José Bonifácio desde a tarde, mas quem acabou aparecendo para uma conversa foram Luís Lobo de Saldanha, o vigário de S. Sebastião e Antônio José da Silva Calado, cirurgião-mor da Academia de Marinha.
Depois do chá, por volta de 8 horas da noite, quatro homens entraram pela escada da frente da casa, depois de terem surpreendido e ameaçado uma escrava que estava sentada junto à porta. Eles estavam armados com espadas e tinham lenços amarrados no rosto. Eles entraram na sala e o primeiro homem descarregou um golpe de espada sobre May, que naquele momento estava levantando o castiçal para reconhecer os invasores com a luz. May foi ferido, fazendo com que as luzes que estavam na sala se apagassem. O cirurgião Calado conseguiu fugir pela janela, o vigário se escondeu debaixo do piano, e May, já ferido e aproveitando a escuridão, também conseguiu fugir. Já os assassinos, por causa da escuridão, desceram pela escada e se retiraram do local.
Com os barulhos, o feitor correu em socorro e armado, mas não conseguiu encontrar os assassinos. Por isto, não fez nada.
May fugiu arrastando-se com uma mão cortada, da qual ficou aleijado o resto da vida, e um golpe na cabeça. Em meio ao desespero de fugir, acabou caindo em uma vala ao ver os assassinos descerem pela escada da frente. Essa era uma vala que separava a chácara em que morava o Padre Serafim dos Anjos. Estava chovendo e os cães que o padre tinha para guardar sua propriedade, começaram a latir muito, o que motivou o Padre Serafim a mandar um escravo para ver o que estava acontecendo. O escravo retornou ao padre dizendo que havia um homem caído e gemendo em uma vala, que pedia socorro. O Padre Serafim, perto dos 80 anos e muito doente, junto de outros dois escravos, levou luz ao lugar dos gemidos e reconheceu seu vizinho quase morto na vala.
De volta para a sua casa, mandou chamar por um cirurgião, que tratou as feridas de May.
José Bonifácio passou a cavalo nessa mesma noite pela Rua do Engenho Velho.
No dia seguinte, May foi levado em uma rede para se curar na Rua do Conde,74. Às 11 horas da noite, a mulher de May chegou em sua casa e a viu deserta, foi quando uma escrava que amamentava uma de suas meninas deu a notícia do que havia acontecido ao seu marido e também disse que os quatro homens que entraram a puseram uma pistola nos seus peitos e mostraram as espadas, por isso, não gritou para pedir socorro. Foi somente naquela madrugada que a mulher de May soube onde se encontrava o marido.
May dizia a todos que quando levantou o castiçal em meio ao ato de receber o golpe de espada, viu o lenço que encobria o rosto de um dos indivíduos cair, e disse ter o reconhecido, tratando-se de Pedro Dias Pais Leme. Isso foi confirmado pela carta ensanguentada que foi encontrada, dirigida da Bahia a Pedro Dias Pais Leme, e assim, soube-se sobre os indivíduos que foram massacrar May.
O episódio repercutiu bastante durante a Constituinte. Especulavam que os mandantes teriam sido os Andradas, com o conhecimento do Imperador Dom Pedro I. Alguns outros, chegaram até a insinuar que o próprio D. Pedro I teria participado da violenta agressão.
Mediante tudo isso, os conflitos entre as forças políticas (Partido Português e Partido Brasileiro) continuavam, desarticulando a frágil unidade que existia dentro da Assembleia Constituinte. Por outro lado, estava também enfraquecendo o Ministério dos Andradas. Dentro do Partido Brasileiro, por exemplo, surgiam desacordos entre os Andradas e outros membros do seu grupo.
Essas desavenças ocorreriam desde que José Bonifácio apresentou na Assembleia uma representação sobre a escravidão no Brasil. Ele defendia a ideia de uma extinção gradual da escravidão. Isso criava muita desconfiança e não agradava os inúmeros componentes do Partido Brasileiro (proprietários de escravos e de terras). Ele argumentava que dessa forma surgiria uma "nação homogênea, sem o que nunca seremos verdadeiramente livres, respeitáveis e felizes".
E em meio a tantas discordâncias e intrigas políticas propiciaram a queda do Gabinete dos Andradas. Segundo o historiador Pedro Octávio Carneiro da Cunha, "acontecera sobre um terreno de acordo entre a maioria dos deputados e o monarca"
Em seguida, na Constituinte – onde haviam sido eleitos – e no jornal O Tamoio, José Bonifácio e seus irmãos, Antônio Carlos e Martim Francisco, promoveram uma constante oposição ao governo de D. Pedro I.
Posteriormente, o escritor e jornalista Euclides da Cunha comentou que os Andradas, "apeando-se do poder, apelaram para os recursos que condenavam na véspera"